# مبنى الخان (المنطقة الشرقية)
مبنى الخان، يعتبر من المباني الموجودة في العقير التابعة للمنطقة الشرقية.

## مبنى الخان
يتألف مبنى الخان من مدخلان إحدهما يفتح في الواجهة الأمامية، والآخر يفتح في الواجهة الخلفية المطلة على البحر، وهو مبنى مستطيل الشكل طوله 124م×65م، يقع غرب الميناء وفي مقدمته مقصورتان رئيستان تتقدمان بشكل بارز على مستوى الواجهة، ويزيد أرتفاعهما عن ستة أمتار، وفي كل واجهة نافذتان مستطيلتان في أعلاهما نافذتان مربعتان الشكل للإضاءة، ونافذتان من كل جانب، ويبلغ مجموع عدد النوافذ ست نوافذ مستطيلة في أعلاها أقواس نصف دائرية مزينة بمثلثات زجاجية ذات تفرعات خشبية وخلفها قضبان حديدية، وسُقفت غُرف المبنى بالصندل والباسكيل والحصر، وغُطيت بالطين مما جعلها تبدو كغرف مراقبة، وعلى يمينها ويسارها أربعة أعمدة مربعة الشكل تحمل ثلاثة أروقة، ومستوى سقوفها العلوية على مستوى أرضية الغرفة العليا في المقصورة.

## إستخدامات مبنى الخان
أُستعمل المبنى منذ بداية القرن السابع الهجري مكاناً لاستراحة المسافرين ودوابهم، ويحتوي على حجرات للنوم، وقاعات لعرض البضائع، وغرف صغيرة ذات مداخل مقوسة وأبواب خشبية مستطيلة الشكل في أعلاها غرف مسقوفة بخشب الصندل والباسكيل وكانت تُستخدم كسكن للعاملين بميناء العقير، وكبار الزوار، وتُزاول فيها مختلف الأعمال التجارية من بيع وشراء وتخليص للبضائع.

## انظر ايضاً
- المنطقة الشرقية
- ميناء العقير

## وصلات خارجية
- مبنى الخان - Al-khan Hotel .